# 玛丽娜·伊莱恩斯卡亚
玛丽娜·伊莱恩斯卡亚（英語：Maryna Ilyinskaya，1999年3月13日—），烏克蘭女子羽毛球運動員。

## 簡歷
2017年4月，玛丽娜·伊莱恩斯卡亚代表烏克蘭參加歐洲青年羽毛球錦標賽，拿得女子單打比賽亞軍。同年5月，她又出戰捷克羽毛球國際賽，除了個人拿得女子單打比賽亞軍外，還與耶利萨芙塔·扎尔卡合作赢得女子雙打比賽冠軍。

## 主要比賽成績
只列出曾進入準決賽的國際賽事成績：
| 年份   | 賽事                   | 公開賽級別 | 項目     | 拍檔              | 成績   |
| ------ | ---------------------- | ---------- | -------- | ----------------- | ------ |
| 2017年 | 歐洲青年羽毛球錦標賽   | 其他       | 女子單打 | －                | 亞軍   |
| 2017年 | 捷克羽毛球國際賽       | 未來系列賽 | 女子單打 | －                | 亞軍   |
| 2017年 | 捷克羽毛球國際賽       | 未來系列賽 | 女子雙打 | 耶利萨芙塔·扎尔卡 | 冠軍   |
| 2017年 | 斯洛伐克羽毛球公開賽   | 未來系列賽 | 女子單打 | －                | 亞軍   |
| 2017年 | 斯洛伐克羽毛球公開賽   | 未來系列賽 | 女子雙打 | Anna Mikhalkova   | 準決賽 |
| 2017年 | 土耳其羽毛球國際賽     | 國際系列賽 | 女子雙打 | 耶利萨芙塔·扎尔卡 | 亞軍   |
| 2018年 | 斯洛文尼亞羽毛球國際賽 | 國際系列賽 | 女子雙打 | 耶利萨芙塔·扎尔卡 | 準決賽 |
| 2018年 | 西班牙羽毛球國際賽     | 國際挑戰賽 | 女子雙打 | 耶利薩芙塔·扎爾卡 | 亞軍   |
| 2019年 | 愛沙尼亞羽毛球國際賽   | 國際系列賽 | 女子雙打 | 耶利薩芙塔·扎爾卡 | 準決賽 |

| 2007-2017年 | 首要超級賽 | 超級賽 | 黃金大獎賽 | 大獎賽 | 國際挑戰賽 | 國際系列賽 | 未來系列賽 | 其他 |

| 2018-2026年 | 總決賽 | 超級1000賽 | 超級750賽 | 超級500賽 | 超級300賽 | 超級100賽 | 國際挑戰賽 | 國際系列賽 | 未來系列賽 | 其他 |

### 奧運會和世錦賽參賽紀錄
|          | 搭檔              | 2018 | 2019 |
| -------- | ----------------- | ---- | ---- |
| 女子雙打 | 耶利萨芙塔·扎尔卡 | 48強 | 32強 |